# Otto Friman
Otto Friman, född 27 oktober 1882 i Västra Ingelstads församling, Malmöhus län, död 1970, var en svensk fackföreningsman och socialdemokratisk kommunalpolitiker.
Friman, som var son till stuveriarbetare Jöns Friman och Bengta Jönsson, arbetade som springpojke 1894 och som utkörare 1897–1928. Han var vice ordförande i Svenska Handelsarbetareförbundet 1912, ordförande 1916, ombudsman 1928 och förbundsordförande där 1936–1946. Han var bland annat ledamot av arbetsrådet för detaljhandel 1939, av stadsfullmäktige 1919–1950, av dess beredningsutskott 1921, valberedningen 1935, brandstyrelsen och stadsrevisionen 1928 och vice ordförande i polisnämnden 1927–1954. Han var ordförande i kooperativa föreningen Solidar 1940–1959 och vice ordförande i tidningen Arbetets styrelse. Han var nämndeman från 1948.